# Башня с воротами
Башня с воротами (нем. Torturm, англ. Gate tower) — надвратная башня, сооружение, через которое внутрь замка или крепости можно пройти через ворота. В Средние века подобное сооружение имело важное фортификационное значение. Нередко с внешней стороны дополнительной защитой служил подъёмный мост. Позднее башня с воротами служила важным элементов украшения города, крепости или замка.

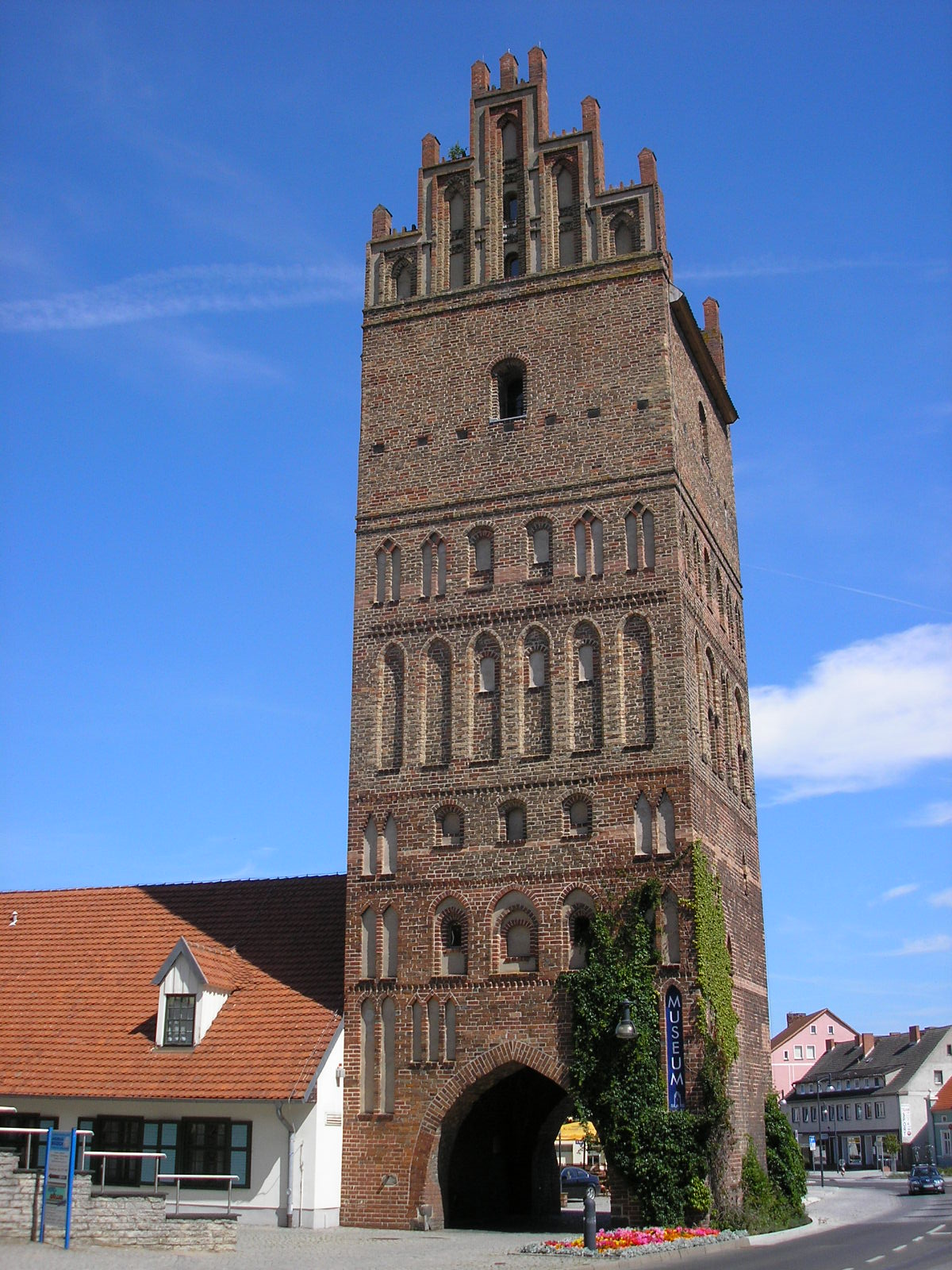
Башня с воротами Штайнтор в городе Анклам в земле Мекленбург-Передняя Померания

Как правило, башня с воротами — ключевое звено в кольцевой стене крепости или замка. Чаще всего внутрь можно было попасть только через единственные ворота, а значит, здесь требовалось создать надёжную систему защиты, например, особо толстые стены. Здесь должны были нести круглосуточную службу стражники или солдаты. В случае опасности требовалось в короткий срок опустить прочную решётку или поднять разводной мост (если он был). Со приходом эпохи Ренессанса башня с воротами стала играть роль "визитной карточки" города или крепости. Саму башню старались возвести значительной высоты, а наружный фасад украшался декоративными элементами или гербами. Яркий пример подобного подхода — башня с воротами в замке Кассельбург. Чтобы подчеркнуть статус и престиж владельцев комплекса — ворота сделали очень высокими.
Со временем многие подобные башни обретали собственное имя и статус самостоятельной достопримечательности, например Штайнтор или Остентор.

## Галерея

Башня с воротами Нойтор[нем.] в городе Линц-ам-Райн
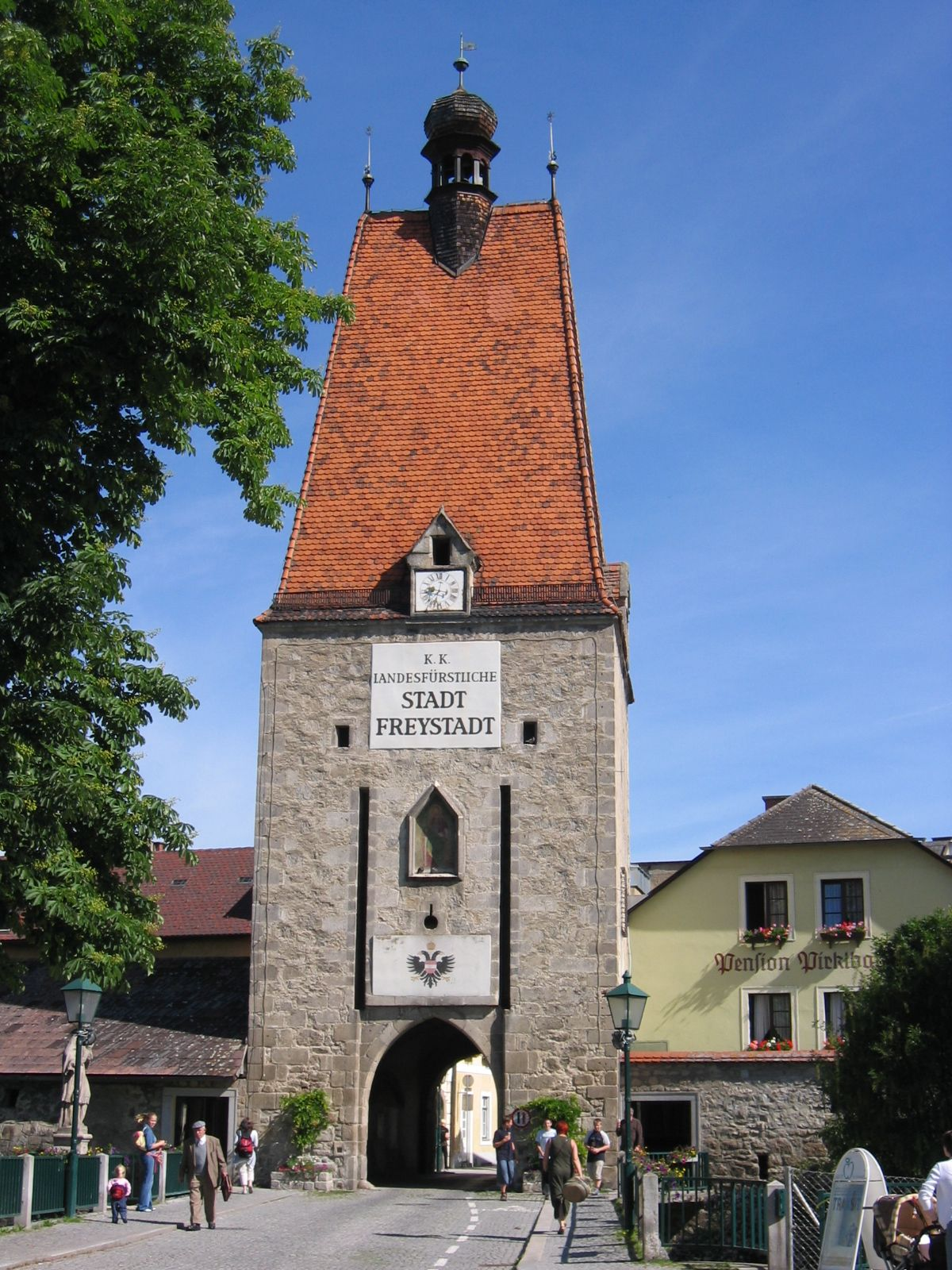
Башня Линцентор[нем.] в Австрии
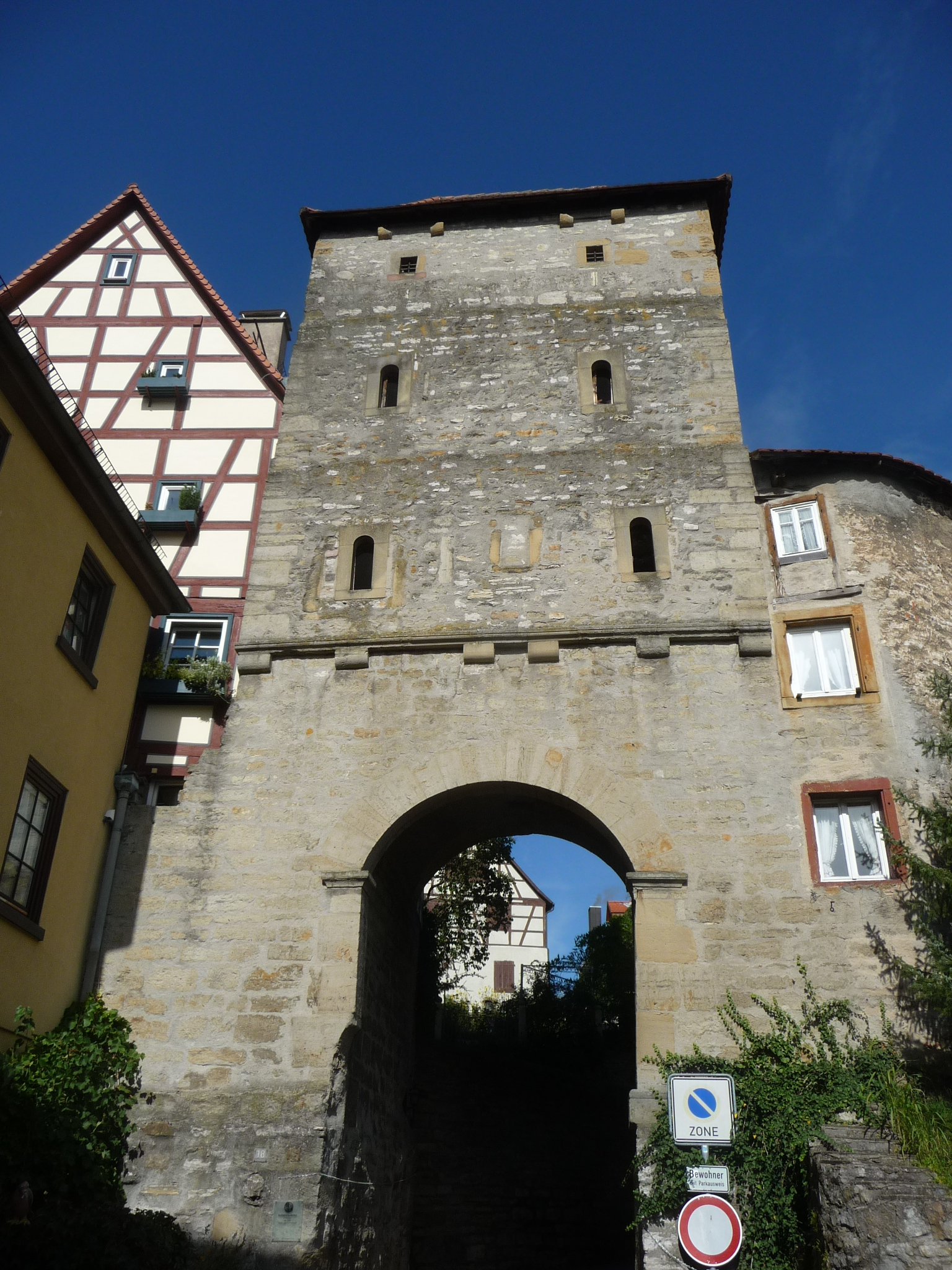
Башня в имперском замке Вимпфен[нем.]
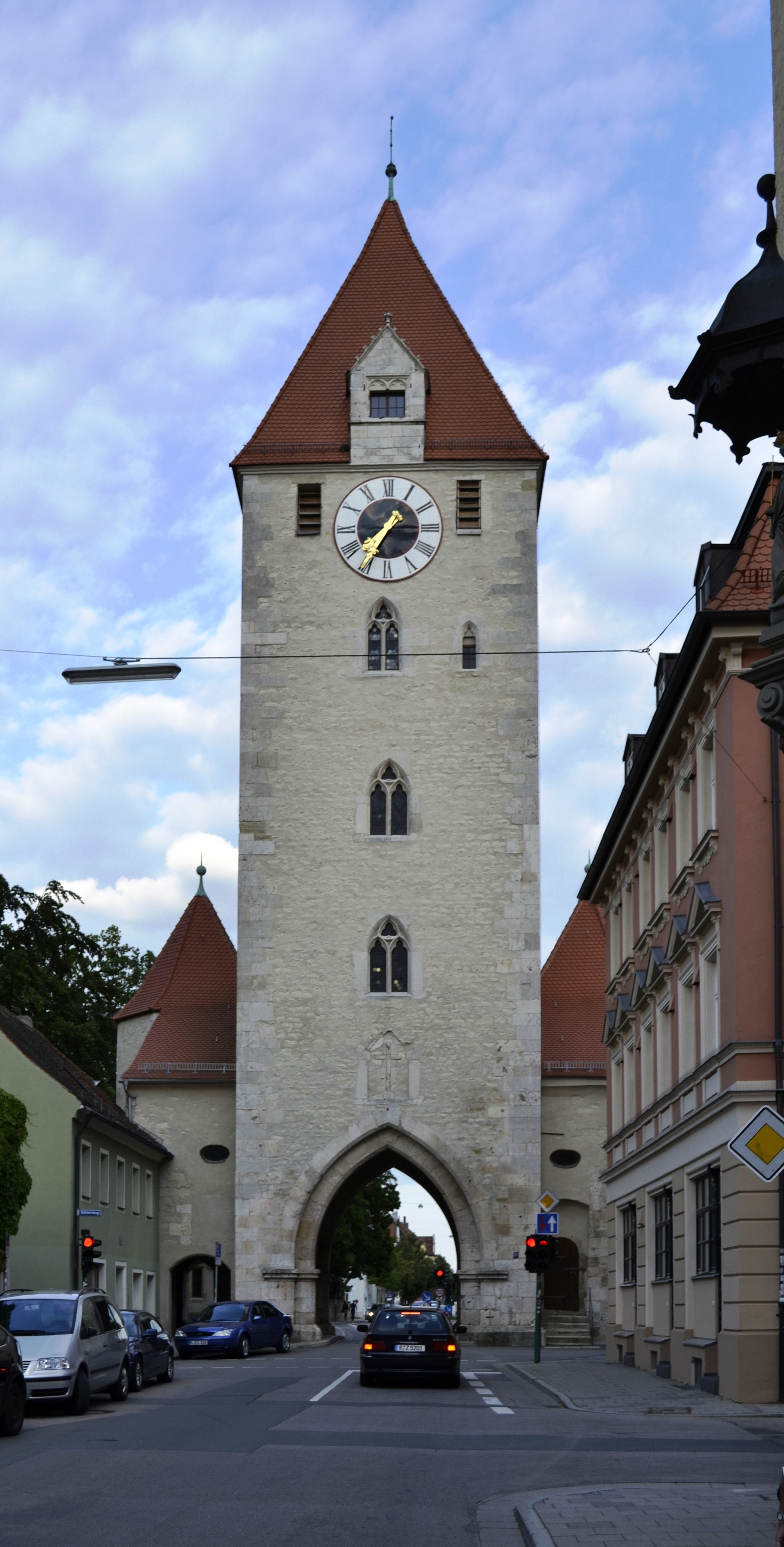
Башня Остентор[нем.] в Регенсбурге
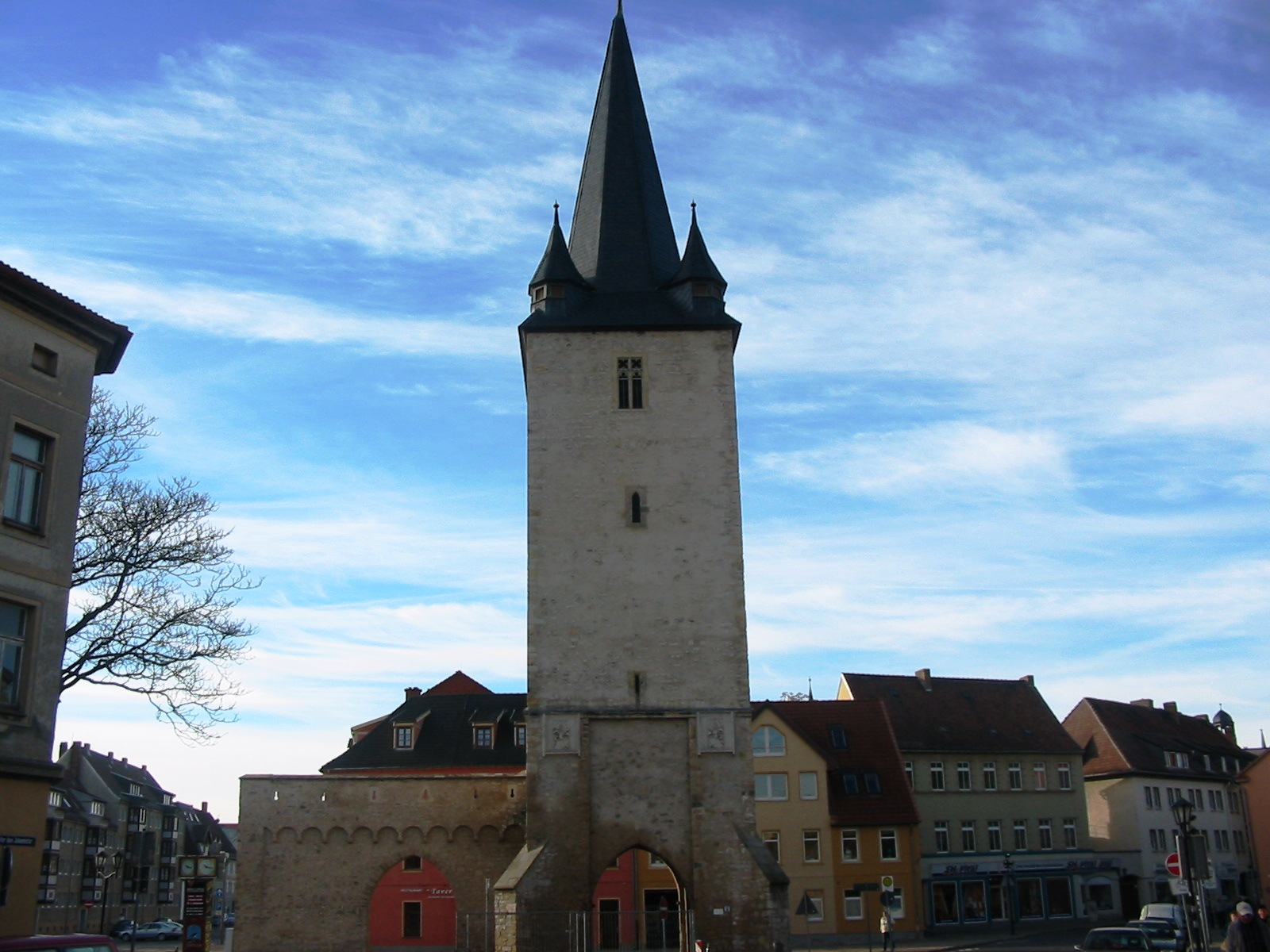
Башня Йоханнестурм[нем.] в Ашерслебене в Саксонии-Анхальт
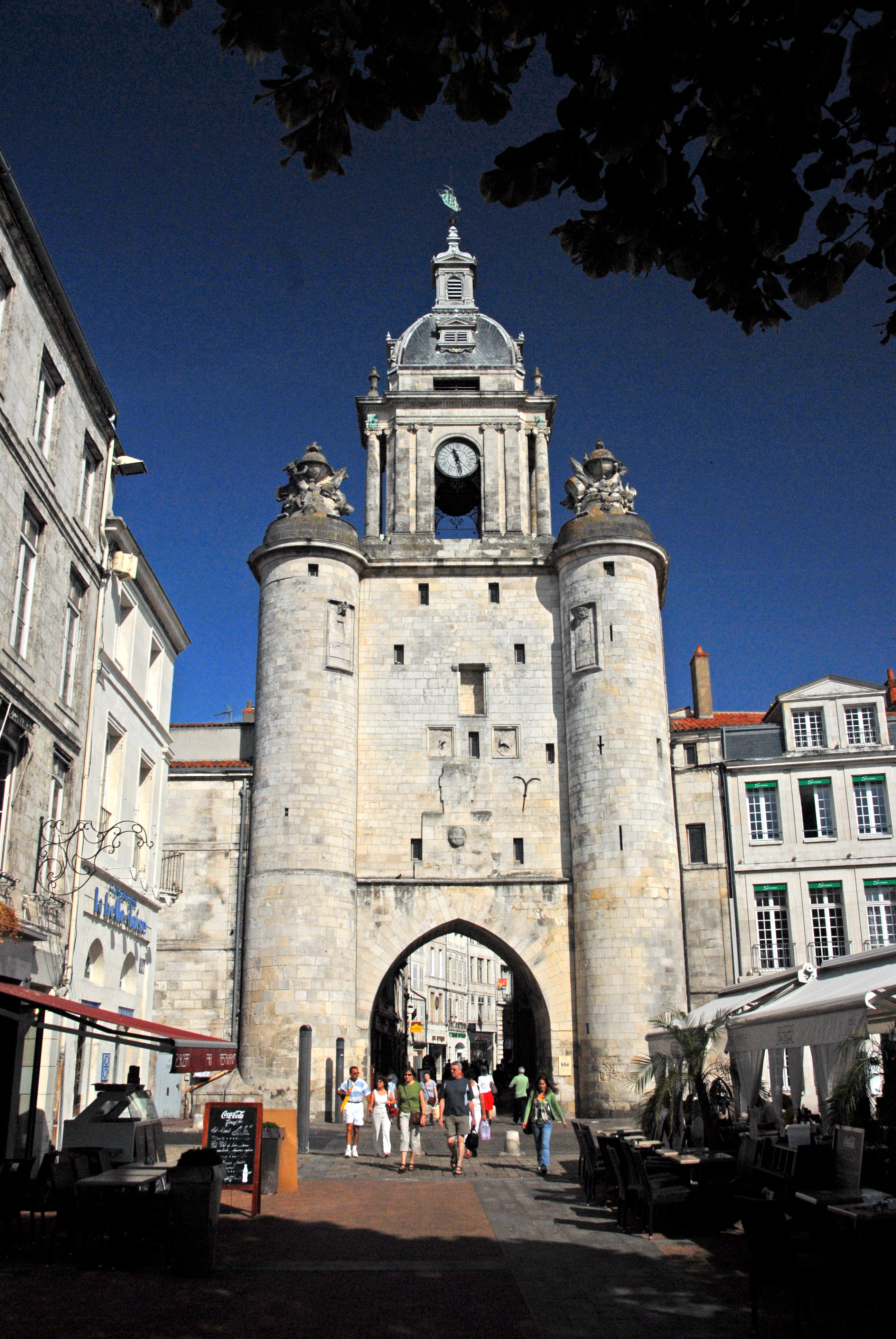
Башня с воротами в крепости Ла-Рошель
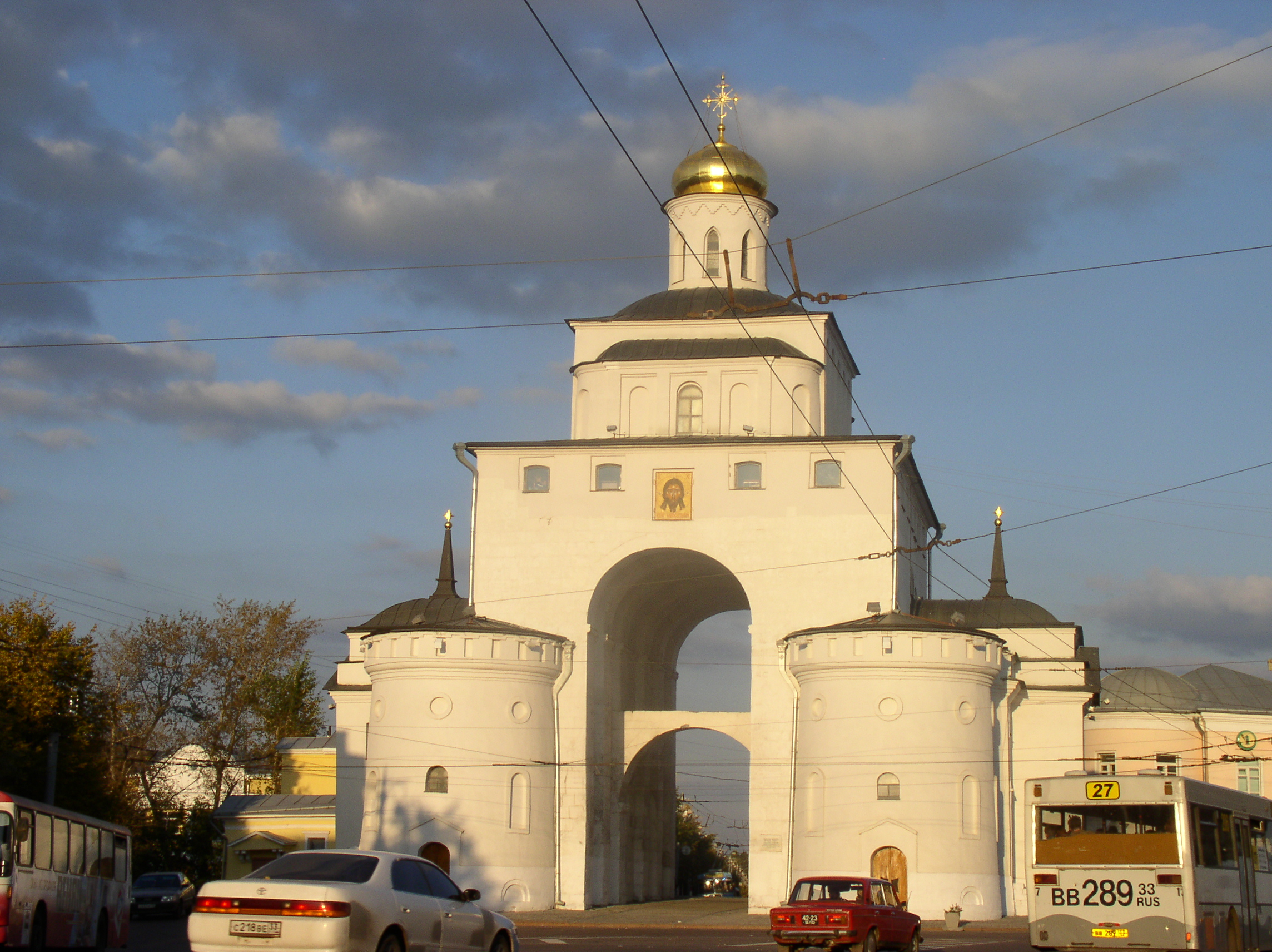
Золотые ворота в городе Владимир
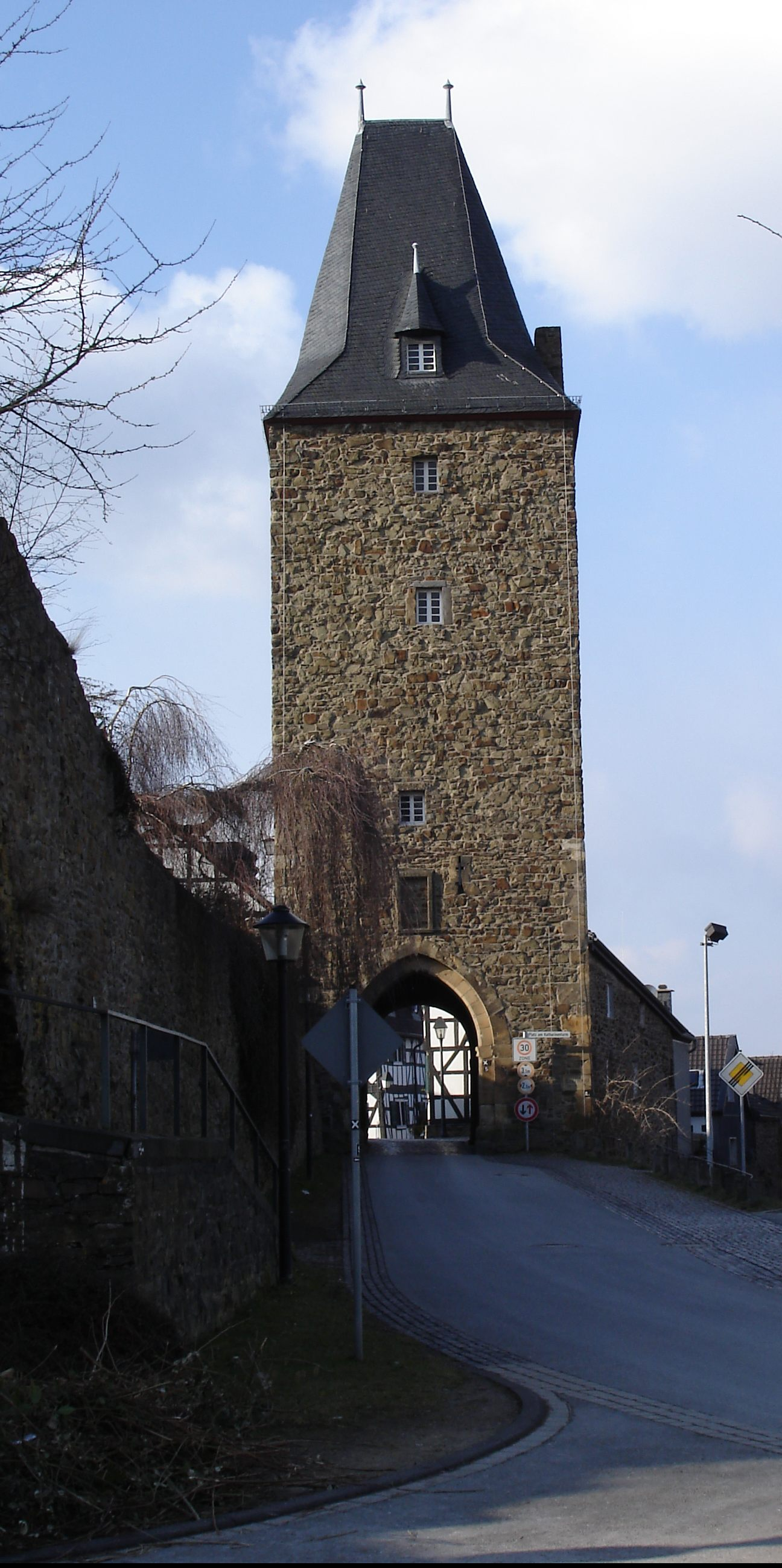
Башня в городе Хеннеф